# EMEA Masters
Das EMEA Masters (bis 2023 European Masters) ist ein League-of-Legends-Turnier, das zweimal im Jahr von Riot Games organisiert wird. Es stellt den Abschluss zu den jeweiligen Abschnitten (Splits) der EMEA-Regionalligen (ERLs) dar. Außerdem ist es das wichtigste Turnier im EMEA-Raum abseits der LEC.

## Geschichte und Bedeutung

### EU LCS und EU CS
Bis einschließlich 2018 waren die European League of Legends Championship Series (EU LCS) und die European Challenger Series (EU CS) die Top-Ligen in Europa. Um in die EU LCS zu gelangen, musste man zuerst über die European Challenger Series Qualifiers in die EU CS kommen. In diese kamen die besten Teams jeder nationalen Liga und 4 Teams, die zuvor durch eine offene online-Qualifikation entschieden wurden. Zusätzlich mussten die beiden letzten Plätze der EU CS dort eine Art Relegation spielen. Wenn man in der EU CS zu den Top-Teams gehörte, konnte man im Promotion Tournament gegen die letzten Plätze der EU LCS um einen Platz in dieser Liga spielen.

### Einführung der European Masters
Anfang 2018 kündigte ESL die ersten European Masters an. 26 Teams sollten in Leicester um ein Preisgeld von insgesamt 150.000 € spielen. Ungefähr ein Jahr später änderte Riot Games die EU LCS zu einem Franchise-System. Gleichzeitig wurde die Liga zu League of Legends European Championship (LEC) umbenannt. Durch das neue System gab es keine Möglichkeit mehr in die LEC aufzusteigen, weshalb es keinen Sinn mehr für die EU CS gab. So wurden die European Masters das wichtigste LoL-Turnier in Europa außerhalb der LEC.

### Erweiterung von EU zu EMEA
Nach 2022 wurden die LEC und die EU Masters um die Regionen Afrika und Naher Osten erweitert. Im Zuge dessen wurden sie auch zu League of Legends EMEA Championship und EMEA Masters umbenannt. Das System der EMEA Masters blieb größtenteils unverändert, jedoch spielten jetzt zusätzlich zu den europäischen Ligen auch Vertreter der arabischen und der türkischen Liga mit.

## Format

### Ursprüngliches Format
In den ersten European Masters gab es vier Phasen für das Turnier: die Play-In-Gruppenphase, die Play-In-KO-Phase, die normale Gruppenphase und schließlich die finale K.-o.-Phase. Abhängig vom Weg der Qualifikation kamen manche Teams in die Play-In-Gruppenphase und manche in die zweite Gruppenphase. In der Play-In-Gruppenphase spielten 12 Teams in 4 3er-Gruppen einen Single Round Robin, also jedes Team spielt gegen jedes andere ihrer Gruppe einmal. Die besten 2 Teams jeder Gruppe kamen dann in die Play-In-KO-Phase, wo sich zwei von ihnen durch ein Best-of-1 und ein Best-of-3 für die Gruppenphase qualifizieren können. Dort trafen sie dann auf die 14 anderen qualifizierten Teams und wurden in 4 4er-Gruppen eingeteilt. Nach einem weiteren Single Round Robin kamen die zweiten und dritten Plätze jeder Gruppe in die erste Runde der K.-o.-Phase, die vier ersten Plätze wurden direkt in die zweite Runde (=Viertelfinale) befördert. Dann wurde durch ein einfaches K.-o.-System über 3 Best-of-3s die Finalisten entschieden, die dann in einem Best-of-5 die Chance hatten, sich als bestes ERL-Team zu beweisen.

### Aktuelles Format
Über die Jahre wurden immer wieder kleinere Änderungen durchgeführt, das grundsätzliche System blieb jedoch bis auf einige Ausnahmen gleich. Jetzt können sich 16 statt 12 Teams für die Play-Ins qualifizieren, wodurch es dann 4 statt 3 4er-Gruppen gibt. Diese spielen dann statt einem Single Round Robin einen Double Round Robin (jedes Team spielt gegen jedes andere zweimal). Dann kommen wieder die besten zwei Teams jeder Gruppe weiter. In der Play-In-KO-Phase muss jedes Team jetzt nur noch ein Best-of-3 bestehen, um in die Gruppenphase fortzuschreiten. Dadurch gibt es jetzt auch vier statt zwei Teams, die aus den Play-Ins in die Gruppenphase kommen. Dafür qualifizieren sich nur noch 12 statt 14 Teams direkt für die Gruppenphase, also insgesamt spielen jetzt 28 statt 26 Teams in den EMEA Masters. Die zweite Gruppenphase wird jetzt ebenfalls als Double Round Robin ausgetragen, und es sind wieder die besten 2 Teams, die in die K.-o.-Phase kommen. Diese 8 Teams müssen dann über drei Runden, die jetzt alle als Best-of-5 ausgetragen werden, über den Titel entscheiden. Dieses Format ist vom Frühling 2024, allerdings ist das vom Sommer 2024 schon bekannt und wird einiges verändern.

## Ergebnisse
| Split         | Sieger                      | Sieger            |       | Zweiter                       | Zweiter                     |
| Split         | Liga / Qualifikationsweg    | Team              | Team  | Liga / Qualifikationsweg      |                             |
| ------------- | --------------------------- | ----------------- | ----- | ----------------------------- | --------------------------- |
| Frühling 2018 | EU CS                       | Origen            | 3 - 0 | Illuminar Gaming              | ESL Mistrzostwa Polski      |
| Sommer 2018   | Superliga                   | MAD Lions         | 3 - 0 | Ninjas in Pyjamas             | Nordic Championship         |
| Frühling 2019 | La Ligue Française          | Misfits Premier   | 3 - 0 | SK Gaming Prime               | Premier Tour                |
| Sommer 2019   | Premier Tour                | BIG               | 3 - 1 | Vodafone Giants               | Superliga                   |
| Frühling 2020 | La Ligue Française          | LDLC OL           | 3 - 0 | K1CK                          | Ultraliga                   |
| Sommer 2020   | Ultraliga                   | AGO Rogue         | 3 - 0 | GamerLegion                   | Prime League                |
| Frühling 2021 | La Ligue Française          | Karmine Corp      | 3 - 1 | BT Excel                      | Northern LoL Championship   |
| Sommer 2021   | La Ligue Française          | Karmine Corp      | 3 - 2 | Fnatic Rising                 | Northern LoL Championship   |
| Frühling 2022 | La Ligue Française          | Karmine Corp      | 3 - 1 | LDLC OL                       | La Ligue Française          |
| Sommer 2022   | Superliga                   | Team Heretics     | 3 - 2 | Team BDS Academy              | La Ligue Française          |
| Frühling 2023 | Turkish Championship League | Istanbul Wildcats | 3 - 2 | Unicorns of Love Sexy Edition | Prime League                |
| Sommer 2023   | La Ligue Française          | Karmine Corp      | 3 - 2 | Movistar Riders               | Superliga                   |
| Frühling 2024 | Prime League                | Eintracht Spandau | 3 - 1 | Beşiktaş Esports              | Turkish Championship League |
| Sommer 2024   | La Ligue Française          | Team BDS Academy  | 3 - 1 | Vitality.Bee                  | La Ligue Française          |